# 麻生祐未
麻生 祐未（あそう ゆみ、1963年8月15日 - ）は、日本の女優。旧芸名、樹 由美子。本名、奥村 由美。
大阪府泉佐野市生まれ、長崎県長崎市出身。青山学院大学文学部英米文学科卒業。イザワオフィスとの契約を2022年8月31日を終了し独立。叔母は元歌手の奥村チヨ。元夫は俳優の永澤俊矢。1児の母。身長161cm。

## 来歴・人物
大阪府泉佐野市生まれ。3歳頃から高校まで長崎で過ごし、長崎県立長崎西高等学校を卒業後に青山学院大学に進学した。実際に長崎県に居住していたが、プロフィール上の「長崎県出身」というのはかつて事務所から指示されたものである。
青山学院大学在学中の1983年映画『あいつとララバイ』に樹由美子名義でデビュー。その後、1984年10月、芸名を麻生祐未に改名し雑誌等のグラビアデビュー後、バラエティ番組『オールナイトフジ』の司会を務め注目された。1985年にはカネボウ水着キャンペーンガールに選ばれ人気に拍車をかけた。
また、『ドリフ大爆笑』のコントや『武蔵坊弁慶』、『男女7人秋物語』などのテレビドラマにも出演し役者としての知名度を上げ、1988年にはトレンディドラマ『君が嘘をついた』でヒロインを務めるなど1980年代末から1990年代初頭にかけ活躍した。
20代終盤には、米国留学を思い立って芸能能活動を休止、ニューヨーク大学に1年間留学してサイエンス&テクノロジーを専攻した。
2004年3月、2001年度後期のNHK連続テレビ小説『ほんまもん』で共演した永澤俊矢と3年の交際期間を経て結婚、同時に妊娠6か月であることも発表した。同年7月6日に男児を出産、当時39歳での高齢出産であったことから話題になった。2008年6月頃に離婚し、長男の親権は麻生が持った。
NHK連続テレビ小説『カーネーション』に出演中の2012年1月、泉佐野市の観光大使に就任している。
イザワオフィスとの所属契約を2022年8月31日をもって終了し独立。
2024年9月26日、Huluオリジナルドラマの撮影中に照明機材が落下し、麻生と共演の山本美月の頭部に当たる事故が発生。麻生は頚部挫傷、頭部外傷で約2週間の安静加療、山本は頭部外傷、頭皮挫創で約1週間の通院加療と診断された。同年10月15日、公式サイトで撮影に復帰したと発表。

## 出演

### テレビドラマ

#### NHK
- 武蔵坊弁慶（1986年） - 静御前 役
- 大河ドラマ
  - 武田信玄（1988年） - 濃姫 役
  - 花燃ゆ（2015年） - 金子ツル 役
- 少年たち（1998 - 2002年） - 小田朋子 役
- 連続テレビ小説
  - ほんまもん（2001 - 2002年） - 白鳥聖子 役
  - カーネーション（2011 - 2012年） - 小原千代 役
  - 半分、青い。（2018年） - 藤村麦 役[16]
  - おむすび（2025年） - 向井繁子 役
- バブル（2001年） - 須藤雅美 役
- 赤ちゃんをさがせ（2003年） - 児玉聡子 役
- 大友宗麟〜心の王国を求めて（2004年） - 楓の方 役
- 愛と友情のブギウギ（2005年） - 水野葵 役
- 新マチベン〜オトナの出番（2007年） - 徳永の妻 役
- 感染爆発〜パンデミック・フルー（2008年） - 奥村薫 役
- 僕の島/彼女のサンゴ（2008年） - 大城礼子 役
- 気骨の判決（2009年） - 吉田節子 役
- 君たちに明日はない（2010年） - 順子 役
- ドキュメンタリードラマ「優雅な生活が最高の復讐である 〜加藤和彦・安井かずみ最期の日々〜」（2012年） - 安井かずみ 役
- つるかめ助産院〜南の島から〜（2012年） - 上原理恵 役
- お父さんは二度死ぬ（2013年） - 大沢幸恵 役
- 夫婦善哉（2013年） - おきん 役
- あさきゆめみし 〜八百屋お七異聞（2013年） - お露 役
- 銀漢の賦（2015年） - みつ 役
- 吉原裏同心〜新春吉原の大火〜（2016年） - おさよ 役
- お母さん、娘をやめていいですか?（2017年） - 牧村文恵 役
- みをつくし料理帖（2017年、2019年） - おりょう 役
- モンローが死んだ日（2019年1月6日 - 1月27日） - 長谷川康代 役
- ミストレス〜女たちの秘密〜（2019年4月19日 - 6月21日）木戸佳恵 役
- 六畳間のピアノマン（2021年2月6日 - 27日） - 村野芳江 役
- 特集ドラマ「二十四の瞳」（2022年8月8日、BSプレミアム / BS4K） - 大石民 役
- やさしい猫（2023年6月24日 - 7月29日） - 占部 役[17]
- お別れホスピタル（2024年2月3日 - 2月24日） - 辺見加那子 役[18]
- 大阪激流伝（2025年8月31日〈予定〉） - 田口タカヰ 役[19]

#### 日本テレビ
- 火曜サスペンス劇場
  - 悪夢の花嫁（1987年） - 妙子 役
  - 深夜高速バス（1995年） - 絵美子 役
- 結婚しないかもしれない症候群（1991年） - 佐々木史佳 役
- 心療内科医・涼子（1997年） - 市枝都 役
- 私立探偵濱マイク（2002年）
- 愛の流刑地（2007年） - 谷脇理代子 役
- ダマシバナシ（2015年）

#### TBS系
- そして戦争が終った（1985年） - 秋元律子 役
- 幸せさがし（1985年）
- 東芝日曜劇場「星の旅人たち」（1985年、中部日本放送） - 薫 役[注釈 2]
- お坊っチャマにはわかるまい!（1986年） - 今井望 役
- 男女7人秋物語（1987年） - 工藤波子 役
- 海岸物語 昔みたいに…（1988年） - 金子百合 役
- 人間交差点（1994年）
- 愛していると言ってくれ（1995年） - 島田光 役
- 結婚しようよ（1996年） - 高原渚 役
- ストーカー・誘う女（1997年） - 森田絹香 役
- 織田信長 天下を取ったバカ（1998年） - 生駒吉乃 役
- 特選サスペンス「埋葬された愛」（1998年11月10日）- 渡部弥生 役
- 深夜ドラマ「恋詩物語〜ラブソング」（2000年3月29日） - 主演[20]
- こちら第三社会部（2001年） - 都築裕子 役
- 年下の男（2003年） - 玉井梓 役
- タイムリミット（2003年）
- 赤い運命（2005年） - 山村美矢子 役
- 白夜行（2006年） - 桐原弥生子 役
- 僕たちの戦争（2006年） - 尾島紀子 役
- 笑える恋はしたくない（2006年） - 友子ママ 役
- 松本清張ドラマスペシャル・波の塔（2006年） - 結城頼子 役
- パパとムスメの7日間（2007年） - 川原理恵子 役
- ジョシデカ!-女子刑事-（2007年） - 吉井明子 役
- 流星の絆（2008年） - 矢崎秀子 役
- 官僚たちの夏（2009年） - ジェーン・ヤマグチ 役
- JIN-仁-（2009 - 2011年） - 橘栄 役
- ヤマトナデシコ七変化（2010年） - 高野亜紀 役
- 新参者（2010年） - 亀田貴子 役
- ブラックボード〜時代と戦った教師たち〜（2012年） - 広河厚子 役
- 理由（2012年） - 小西貴子 役
- 大奥〜誕生［有功・家光篇］（2012年） - 春日局 役
- 家族が家族であるために（2012年） - 安達聡子 役
- とんび（2013年） - たえ子 役
- Dr.DMAT（2014年） - 長谷川久美子 役
- ごめんね青春!（2014年） - 若井せつ子 役
- 天皇の料理番（2015年） - お吉 役
- わたしを離さないで（2016年） - 神川恵美子 役[21]
- 月曜ドラマスペシャル 保険調査員 しがらみ太郎の事件簿（1996年 - 1997年） - 田中美佐江 役
- 月曜ミステリー劇場
  - 税務調査官・窓際太郎の事件簿（1998年 - ） - 椿薫 役
  - 十津川警部シリーズ（2001年） - 足立えり子 役
- 月曜ゴールデン
  - 二重裁判（2009年） - 江藤佳子 役
  - 人間再生・工場長 岡田岩児（2011年） - 藤川弘子 役
  - 信濃のコロンボ〜死者の木霊〜（2013年） - 竹村陽子 役
- 99.9-刑事専門弁護士-（2016年） - 宮崎冴子 役
- しあわせの記憶（2017年1月8日） - 純子 役 ※MBS開局65周年記念 新春ドラマ特別企画[22]
- あなたのことはそれほど（2017年） - 三好悦子 役
- 義母と娘のブルース（2018年） - 下山和子 役
  - 義母と娘のブルース 2020謹賀新年スペシャル（2020年1月2日）[23]
  - 義母と娘のブルース 2022年謹賀新年スペシャル（2022年1月2日）[24]
  - 義母と娘のブルースFINAL 2024年謹賀新年スペシャル（2024年1月2日）[25]
- 4分間のマリーゴールド（2019年） - 花巻理津 役[26]
- テセウスの船（2020年） - 木村さつき 役
- 危険なビーナス（2020年） - 矢神佐代 役[27]
- アトムの童 第7話 - 最終話（2022年） - 宮沢沙織 役[28]
- トリリオンゲーム 第8話（2023年） - 宇佐美マリ 役[29]
- アンチヒーロー 第9話（2024年） - 桃瀬美枝子 役[30]
- 海に眠るダイヤモンド 最終話（2024年） - 長崎市職員の山口 役 [31]

#### フジテレビ系
- オレっちの星空野球（1985年）
- 冷たい夏〜女子大生就職活動日記(1986年)
- アナウンサーぷっつん物語（1987年） - 小川早苗 役
- 君が嘘をついた（1988年） - 渡辺亜紀子 役
- 教師びんびん物語II（1989年） - 三井祐子 役
- 阿部一族（1993年） - たえ 役
- 季節はずれの海岸物語 '93冬（1993年） - 祥子 役
- リップスティック（1999年） - 桑田千尋 役
- モナリザの微笑（2000年） - 赤松のぶ江 役
- 世にも奇妙な物語 「ママ新発売!」（2001年） - サリーの母 役
- 人にやさしく（2002年） - 五十嵐明の母 役
- ヴォイス〜命なき者の声〜（2009年） - 桜井瑠美子 役
- チーム・バチスタ2 ジェネラル・ルージュの凱旋（2010年） - 斎藤彩子 役
- 謎解きはディナーのあとで スペシャル（2012年） - 中里真紀 役
- 神様のベレー帽〜手塚治虫のブラック・ジャック創作秘話〜（2013年） - バーのママ 役
- 海の上の診療所（2013年） - 瀬崎玲子 役
- 三屋清左衛門残日録（2016年- 2017年、BSフジ）- みさ 役[32]
- オーファン・ブラック〜七つの遺伝子〜（2017年 - 2018年）青山冴子 役
- 黄昏流星群〜人生折り返し、恋をした〜（2018年） - 日野冴 役
- カンテレ開局60周年特別ドラマ 「僕が笑うと」（2019年） - 間宮君子 役
- パーフェクトワールド（2019年） − 鮎川文乃 役

#### テレビ朝日
- 傑作時代劇 半七捕物帳 十手無用の仮面舞踏会（1987年）
- ドナウの旅人（1989年）
- 自由の丘に私が残った（1990年） - 御子柴康子 役
- 心室細動（1998年） - 直江佳代子 役
- 反乱のボヤージュ（2001年） - 日高菊 役
- 鹿鳴館（2008年） - 大徳寺夫人 役
- 警官の血（2009年） - 三宅和子 役
- セカンド・ラブ（2015年） - 西原真理子 役
- エイジハラスメント（2015年） - 中里桂子 役
- 松本清張ドラマスペシャル 黒い樹海（2016年） - 西脇亜佐美 役
- 土曜ワイド劇場
  - 運命の銃口（1992年） - 関沼慶子 役
  - 名探偵・明智小五郎（2000年） - 天野桂子 役
  - 刑事殺し（2007年） - 猿橋涼子 役

#### テレビ東京系
- てのひらの闇（2001年） - 佐伯貴恵 役
- 水曜ミステリー9
  - 夏樹静子サスペンス・湖に佇つ人「鬼の棲む老舗旅館」（2009年1月28日） - 加賀山操 役[33]
  - 特命おばさん検事! 花村絢乃の事件ファイル（2012年 - ） - 花村絢乃 役
- マルホの女〜保険犯罪調査員〜（2014年） - 遠野亜希 役
- 望郷「雲の糸」（2016年） - 磯貝律子 役
- 特命刑事 カクホの女シリーズ - 主演・三浦亜矢 役（名取裕子とダブル主演）
  - 特命刑事 カクホの女（2018年1月19日 - 3月9日）
  - 特命刑事 カクホの女2（2019年10月18日 - 12月6日）
- 二つの祖国（2019年3月23日・24日） - 天羽テル 役
- 闇バイト家族（2024年1月6日 - 3月23日） - 原佳苗 役[34]
- 夫の家庭を壊すまで（2024年7月8日 - 9月30日） - 如月裕美 役[35]

#### WOWOW
- 蒼い瞳とニュアージュ（2007年） - 財前靖子 役
- 隠蔽指令（2009年） - 天野佳代 役
- CO 移植コーディネーター（2011年） - 立花美樹 役
- 連続ドラマW 5人のジュンコ（2015年11月21日 - 12月19日） - 守川諄子 役[36]
- 沈まぬ太陽 第2部（2016年7月3日 - 9月25日）- 杉内芳美 役
- 絶叫（2019年3月24日 - 4月14日） - 鈴木妙子 役
- 華麗なる一族（2021年4月18日 - 7月11日） - 万俵寧子 役

### 映画
- あいつとララバイ（1983年） - 佐藤友美 役
- コミック雑誌なんかいらない!（1986年） - 少女 役
- 極道渡世の素敵な面々（1988年） - 小宮圭子 役
- 赤と黒の熱情（1992年） - 矢崎沙織 役
- 課長島耕作（1992年） - 馬島典子 役
- 鉄塔 武蔵野線（1997年） - 環真名子 役
- 絆 -きずな-（1998年） - 布田今日子 役
- 女刑事RIKO 聖母の深き淵（1998年） - 安藤琴美 役
- 女刑事RIKO 女神の永遠（1998年） - 安藤琴美 役
- スイート・スイート・ゴースト（2000年） - 坂崎葉子 役
- ラストシーン（2001年）
- ROCKERS（2003年） - 葬儀の母親 役
- SURVIVE STYLE5+（2004年） - 小林美沙 役
- パビリオン山椒魚（2006年） - 二宮アキノ 役
- 大奥（2006年） - 小萩 役
- 恋空（2007年） - 桜井明美 役
- まぼろしの邪馬台国（2008年） - 宮崎和子の母 役
- 初恋 夏の記憶（2009年） - 成島文 役
- 三十九枚の年賀状（2008年） - 星ユリ枝 役
- オボエテイル（2005年） - 相沢世里子 役
- 心中天使（2011年） - ケイの母 役
- それでも花は咲いていく（2011年） - 藤吉貴美子 役
- サラリーマンNEO 劇場版(笑)（2011年） - 白石時子 役
- 僕等がいた（2012年） - 矢野庸子 役
- 初夜と蓮根（2012年） - 松永美幸 役
- 今日、恋をはじめます（2012年） - 日比野節子 役
- くちづけ（2013年） - 国村真理子 役
- 麦子さんと（2013年） - ミチル 役
- 悼む人（2015年） - 沼田響子 役
- キセキ -あの日のソビト-（2017年） - 森田珠美 役
- キスできる餃子（2017年） - 沖麗子 役
- PERFECT DAYS（2023年） - ケイコ 役[37]
- 港に灯がともる（2025年） - 金子栄美子 役[38]
- 火喰鳥を、喰う（2025年公開予定） - 久喜伸子 役[39]

### 配信ドラマ
- おとなになっても（2025年4月26日 - 、Hulu） - 大久保依子 役[40][41]

### ミュージック・ビデオ
- GRAPEVINE「会いにいく」（2003年）

### CM
- カネボウ化粧品
- カティサーク（1986年）
- キリン（ラガービール、1989年）
- ソニー（ビデオテープ[V]）
- 日産自動車（ステージア）
- 日清食品（麺の達人、2006年 - ）
- 東京ガス（床暖房、2007年 - ）
- 日本和装ホールディングス（2008年 - ）
- ちふれ化粧品
- モバゲータウン『いい大人の、モバゲー』（2010年）
- ダリア（サロン ド プロ）

### その他
- オールナイトフジ（フジテレビ） - メインMC担当
- ドリフ大爆笑（フジテレビ、1984年）
- 8時だョ!全員集合（TBS、1984年12月29日）
- サラリーマンNEO（NHK、2009年 -）

## ディスコグラフィー

### シングル
| 発売日                 | 規格                   | 規格品番               | 面                     | タイトル               | 作詞                   | 作曲                   | 編曲                   | - オリコンチャート - 最高位 |
| フォーライフ・レコード | フォーライフ・レコード | フォーライフ・レコード | フォーライフ・レコード | フォーライフ・レコード | フォーライフ・レコード | フォーライフ・レコード | フォーライフ・レコード | フォーライフ・レコード      |
| ---------------------- | ---------------------- | ---------------------- | ---------------------- | ---------------------- | ---------------------- | ---------------------- | ---------------------- | --------------------------- |
| 1984年11月21日         | EP                     | 7K-165                 | A                      | ドキュメント           | 峰岸未来               | 井上大輔               | 瀬尾一三               | 64位                        |
| 2011年4月13日          | MEG-CD                 | MEGFL-1001             | B                      | 引けぎわ               | 峰岸未来               | 井上大輔               | 瀬尾一三               | 64位                        |
| 1985年5月21日          | EP                     | 7K-181                 | A                      | 噂のNEWフェイス        | 葉山真理               | 水沢樹里               | 小林信吾               | 91位                        |
| 2011年4月13日          | MEG-CD                 | MEGFL-1002             | B                      | 私から、I SAY GOOD-BYE | 葉山真理               | 尾関裕司               | 小林信吾               | 91位                        |

### オムニバスアルバム
- You are my idol 80's（2003年03月26日、フォーライフ・レコード、FLCF-3946）-　「ドキュメント」を収録